# Schaltschrank

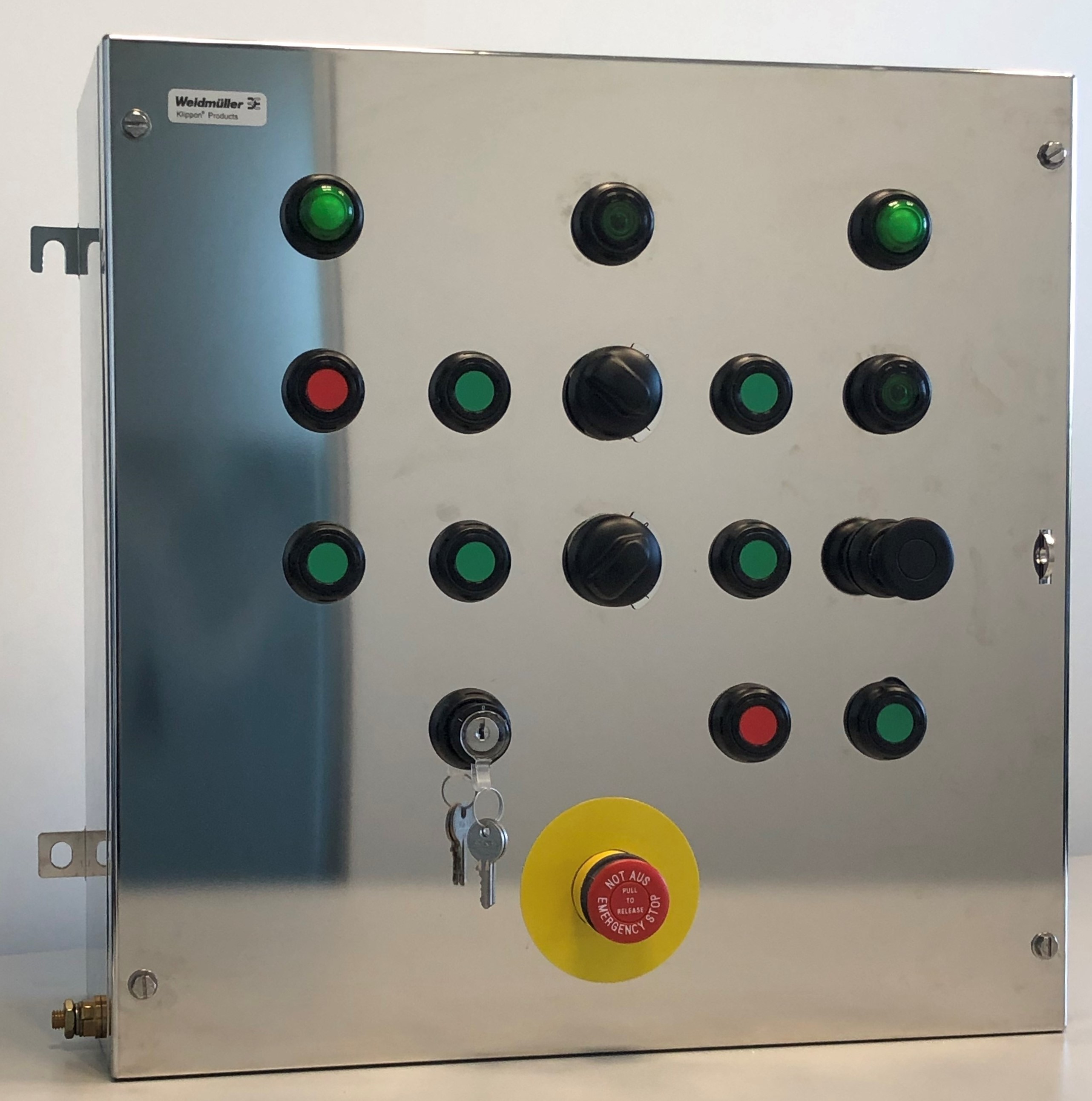
Elektropolierter Schaltschrank (Control Station), explosionsgeschützt

Ein Schaltschrank beherbergt die elektrischen und elektronischen Komponenten einer verfahrenstechnischen Anlage, einer Werkzeugmaschine oder Fertigungseinrichtung, die sich nicht direkt in der Maschine (Feldgerät) befinden.

## Aufbau und Fertigung

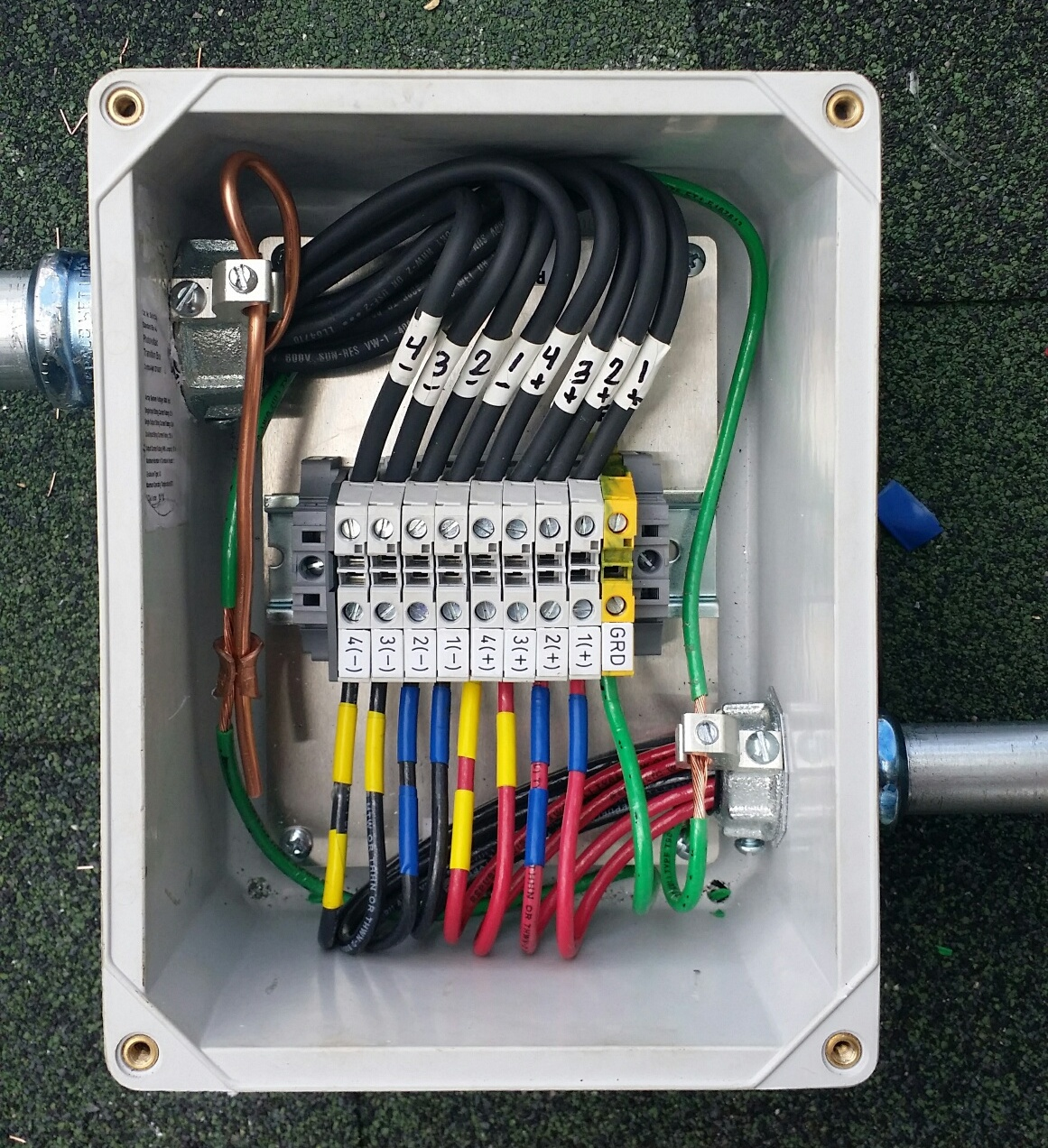
Geöffneter kleiner Klemmenkasten mit Klemmleiste

Im einfachsten Fall enthält er nur Klemmen in Form von Klemmleisten zum übersichtlichen elektrischen Verbinden verschiedener Komponenten einer Anlage (Klemmenkasten, Verteilerkasten). Bei einem geschlossenen Schrank ist die zufällige und unbeabsichtigte Berührung spannungsführender Bauteile ausgeschlossen; Schränke, die im Inneren berührbare Teile mit gefährlichen Spannungen enthalten, sind nur mit Werkzeugen (Schaltschrankschlüssel, Drei- oder Vierkantschlüssel) zu öffnen.
Die Fertigung erfolgt bei gängigen Baugrößen durch Schaltschrankhersteller oder bei Sonderbauformen auch durch den Maschinenhersteller selbst. Der Innenaufbau findet in einer Elektrowerkstatt statt. Der fertige Schaltschrank kann Steckverbindungen (Strom, Medien) besitzen, sodass er als Transporteinheit geliefert werden kann. Schaltschränke sind oft Einzelanfertigungen und werden in kleinen Losgrößen mit einer großen Vielfalt an Komponenten hergestellt. Die Fertigung von Schaltschränken erfolgt daher bisher weitgehend manuell, insbesondere bei der Montage von Elementen wie Klemmen und deren Verkabelung. Aufgrund dieser manuellen Arbeitsintensität wird an der Automatisierung dieser Branche geforscht.

## Funktion
Folgende Funktionen soll ein Leergehäuse den elektrischen bzw. elektronischen Betriebsmitteln bieten:
- für die Komponenten im Innenraum:
  - Schutz vor Staub und Wasser (Schutzart, IP-Schutzklassen nach DIN EN 60529)
  - Halterung und Strukturierung des Innenaufbaus (z. B. Tragschienen, Montageplatte, Unterteilung in Leistungs- und Steuerungsbereiche)
  - Schutz vor Überhitzung (Schaltschrankklimatisierung)
  - Schutz vor Elektromagnetischer Beeinflussung (EMV)
  - Schutz gegen mechanische Einflüsse, Vandalismus und Erdbeben (Schränke mit zusätzlichen Streben)
- für die Umgebung:
  - Abschirmung elektromagnetischer Emissionen
  - Schutz gegen das Berühren gefährlicher Spannungen (Schutzklassen: Schutzerdung oder Schutzisolierung)
  - Brandschutz (Speziallösungen für Entrauchungsanlagen)

Manche Schaltschränke besitzen ein Fenster zum Ablesen/Erkennen von Schaltzuständen oder Messwerten.
Viele Schaltschränke besitzen außen einen Not-Aus-Taster und/oder einen geeigneten Hauptschalter zur Stilllegung der zugehörigen Maschine im Gefahrenfall, der absperrbar für den Maschinenservice ist.

## Bauarten

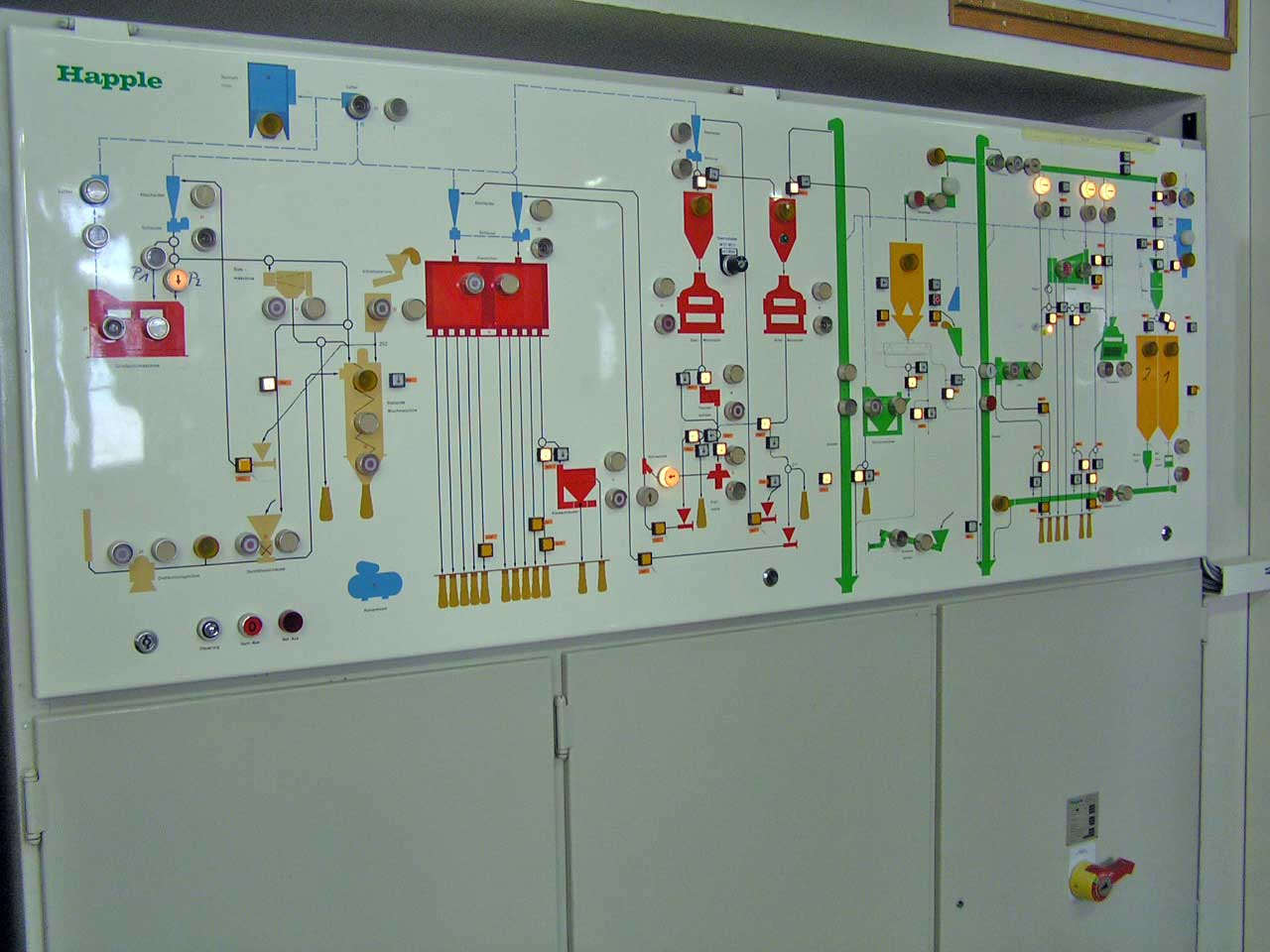
Schaltschrank mit Anlagenschema und Bedienfeld

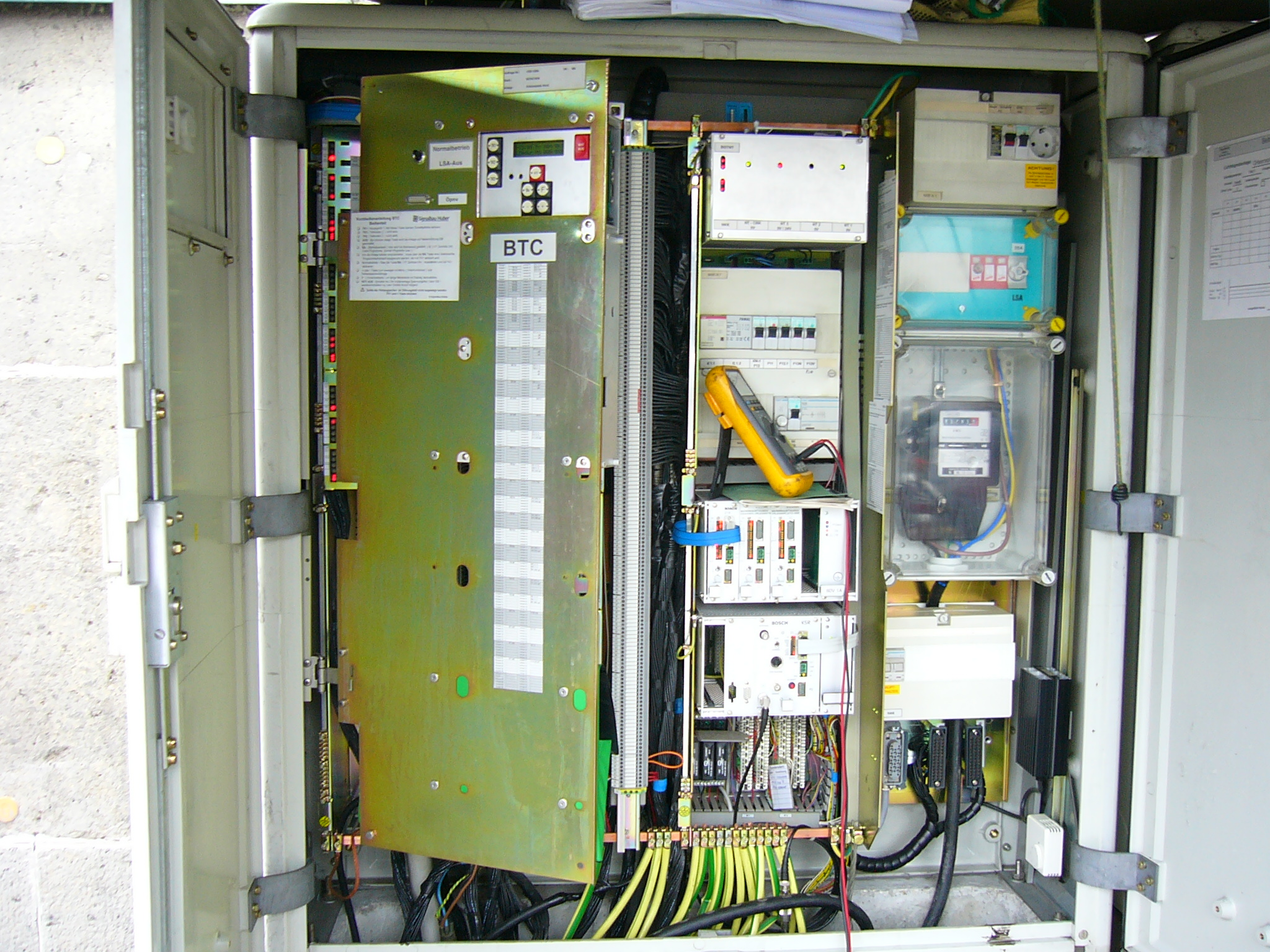
Schaltschrank Signalbau Huber BTC5000 für das urbane Verkehrsmanagement (LZA)

In der Regel werden Schaltschränke aus lackiertem bzw. pulverbeschichtetem Stahlblech gefertigt. Je nach Anwendung – (z. B. bei Aufstellung im Außenbereich) werden die Schaltschrankgehäuse auch aus Stahlblech mit spezieller Outdoorbeschichtung oder aus Aluminium- sowie Edelstahlblech oder Kunststoff gefertigt.
Die Standardfarbe bei lackierten Schaltschränken ist zurzeit RAL 7035 (lichtgrau), nachdem zuvor RAL 7032 (kieselgrau) eingesetzt wurde.
Bei Schaltschrankherstellern, die sich auf den Bau von Sonderschaltschränken spezialisiert haben, können die Schaltschrankgehäuse auch in Sonder-RALtönen beschichtet/lackiert werden.
Für korrosive Umgebungsbedingungen sowie Pharmazie- und Lebensmittelbetriebe werden auch Schränke aus Edelstahl gefertigt, die in der Regel nicht lackiert werden.
Folgende Bauformen sind üblich:
- Stand-Schaltschrank: Einzeln stehendes Gehäuse mit einer oder zwei Türen, oft mit Rollen
- Anreih-Schaltschrank: Einzelelemente ohne Seitenwände, Kabel und Leitungen lassen sich intern über die Elemente hinweg verlegen. An den Enden der zusammengeschraubten Schaltfelder können Wände angebracht werden. Bei modernen Anreihschaltschränken lassen sich zur Kabelverlegung die vorderen Standpfosten herausnehmen.
- Klemmenkasten (beliebige Montage)
- Wandgehäuse (Wandmontage)
- mit inneren Schwenkrahmen, damit zusätzliche Montageflächen zur besseren Raumausnutzung vorhanden sind

Schaltschränke können auch mit bereits vormontierten oder beigelegten Zusatzkomponenten geliefert werden:
- Ventilatoren, Filterlüfter, Kühlluftöffnungen (Schlitze, Gitter oder abgesetztes Dach)
- Wärmetauscher
- Kühlaggregate (ermöglichen die Kühlung bei dichtem Gehäuse)
- Innenbeleuchtung
- Standfüße oder Rollen
- Kabeleinführungen

Weitere Optionen sind z. B. Schlösser und transparente Türen.

## Sonderschaltschränke
Bei technisch komplexen Schaltschrankanforderungen können die Gehäuse von einigen Herstellern im Vorfeld an die Kundenwünsche angepasst werden.
Bei der individuellen Schaltschrankfertigung sind dabei kaum Grenzen in Schaltschrankform, -Maß, -Farbe, -Funktion etc. gesetzt. Je nach Anforderung werden so Gehäuse bereits mit Kiemen, Bohrungen, Ausschnitten, Schaltschrank-Sichtfenstern und vielem mehr gefertigt.

## Dimensionen/Schaltschrankgrößen

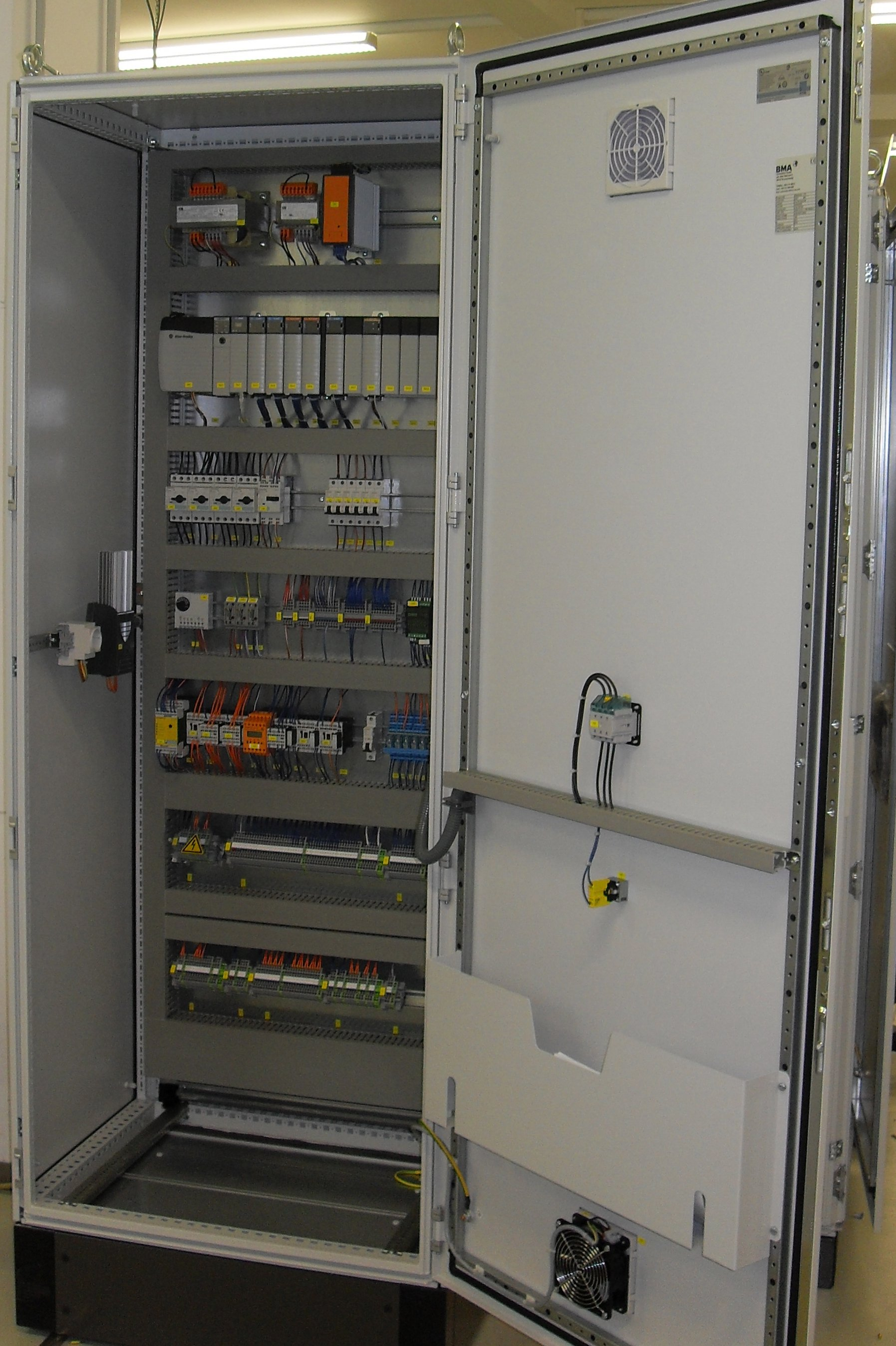
SPS Fabrikat Allen Bradley in einem 800 mm breiten Schaltschrank von Rittal

Standardgrößen für Stand- bzw. Anreihschränke sind folgende Größen, die entsprechend kombiniert werden:
- Breite: 600, 800, 1000, 1200 mm
- Höhe: 1600, 1800, 2000, 2200 mm
- Tiefe: 400, 500, 600, 800 mm

Kompaktschaltschränke- bzw. Wandgehäuse sind in der Regel je nach Schaltschrankhersteller in folgenden Standardgrößen erhältlich:
- Breite: 200–1200 mm
- Höhe: 200–1400 mm
- Tiefe: 125–400 mm

Klemmenkästen bzw. Schaltkästen/Schaltboxen sind in je nach Hersteller in diesen Standardgrößen erhältlich:
- Breite: 150–400 mm
- Höhe: 150–400 mm
- Tiefe: 80–120 mm

Häufig besitzen Schaltschränke mit Breiten um 600 mm innen seitliche Gewindelaschen oder Träger zum Einsetzen von Käfigmuttern für das Einsetzen von 19-Zoll-Einschüben oder Baugruppenträgern. Solche Schaltschränke werden auch Rack genannt.